# Werner Mendling
Werner Mendling (* 22. Oktober 1946 in Saffig, Kreis Mayen) ist ein deutscher Gynäkologe.

## Leben
Nach dem Abitur, das Mendling im Oktober 1966 im humanistischen Staatlichen Kurfürst-Salentin-Gymnasium in Andernach ablegte, begann er einen zweijährigen freiwilligen Wehrdienst, währenddessen er eine Ausbildung zum Sanitätsoffizier absolvierte. Er begann anschließend ein Medizinstudium an der Johannes-Gutenberg-Universität Mainz, wo er bis zum Physikum 1971 blieb, bevor er an der Heinrich-Heine-Universität Düsseldorf weiter studierte, wo er 1974 das Staatsexamen ablegte. Ein Jahr später folgte die Promotion zum Dr. med. in Düsseldorf mit einer experimentellen Arbeit über künstliche Herzklappen in einem Kreislaufsimulator, im selben Jahr erfolgte Mendlings Approbation als Arzt. Von 1976 bis 1995 arbeitete er als Arzt in der Rheinischen Landesfrauenklinik und Hebammenlehranstalt Wuppertal-Elberfeld (heute zum Helios Klinikum Wuppertal gehörend). 1980 erhielt er die Anerkennung als Facharzt für Frauenheilkunde und Geburtshilfe und wurde ein Jahr später zum Oberarzt ernannt.
Mendling habilitierte 1994 zum Thema Immunologische Untersuchungen bei Vaginalmykosen und erhielt die Lehrbefugnis der Universität Witten/Herdecke. 1995 wechselte er als Chefarzt der Klinik für Frauenheilkunde und Geburtshilfe (Perinatalzentrum) an das Klinikum Frankfurt (Oder). Seine zweite Frau Gabriela Mendling veröffentlichte nach drei Jahren in Frankfurt unter dem Pseudonym Luise Endlich das Buch NeuLand, in dem sie sich sehr negativ über ihre Erfahrungen als Westdeutsche in Ostdeutschland äußerte. Nachdem die wahre Identität der Luise Endlich öffentlich geworden war, sah sich die Familie großen Anfeindungen ausgesetzt und Mendling gab 2000 seine Stelle auf und wechselte an die Klinik für Frauenheilkunde und Geburtsmedizin des Vivantes-Klinikum Am Urban in Berlin-Kreuzberg und wurde gleichzeitig Chefarzt der Klinik für Frauenheilkunde und Geburtsmedizin im Klinikum im Friedrichshain. 1995 hatte er zudem die Lehrbefugnis an der Humboldt-Universität zu Berlin erhalten, wo er 2000 zum außerplanmäßigen Professor berufen wurde. 2007 starb seine Frau Gabriela. Nach der Beendigung seiner Chefarzttätigkeit in Berlin im November 2011 zog er wieder zurück nach Wuppertal, wo er im April 2012 das Deutsche Zentrum für Infektionen in Gynäkologie und Geburtshilfe an der St. Anna-Klinik in Wuppertal und dem Kooperationspartner Ernst Rainer Weissenbacher in München gründete.

## Tätigkeiten
Seit 1976 ist Mendling Mitglied der Deutschen Gesellschaft für Gynäkologie und Geburtshilfe und seit 1979 der Deutschsprachigen Mykologischen Gesellschaft.
1987 war er Gründungs- und ist seither Vorstandsmitglied der Arbeitsgemeinschaft für Infektionen und Infektionsimmunologie in der Gynäkologie und Geburtshilfe und er ist seit 1996 Mitglied des Kuratoriums der Dr.-Manfred-Plempel-Stiftung in der Deutschsprachigen Mykologischen Gesellschaft.
Von 1996 bis 2000 war Mendling Sprecher der Chefärzte für Frauenheilkunde und Geburtshilfe in Brandenburg und von 1996 bis 1998 Gründungs- und Vorstandsmitglied der Bundesarbeitsgemeinschaft Leitender Ärzte und Ärztinnen in der Frauenheilkunde und Geburtshilfe e. V., dabei auch Landesvorsitzender für Brandenburg.
Er war Vorsitzender des Prüfungsausschusses Frauenheilkunde der Landesärztekammer Brandenburg und Vorsitzender der Arbeitsgruppe Mammakarzinom am Onkologischen Schwerpunkt Frankfurt (Oder) in den Jahren 1997 bis 2000.
Im Jahr 1998 hatte er den Posten des Präsidenten der 32. Wissenschaftlichen Tagung der Deutschsprachigen Mykologischen Gesellschaft in Frankfurt (Oder) inne und war im April 2011 Präsident des Berliner Krebskongresses „Gynäkologische Onkologie - State of the Art“.
Seit 2008 ist Mendling Vorsitzender des Kuratoriums der Johann Lucas Schönlein-Plakette der Deutschen Mykologischen Gesellschaft.
Mendling ist Mitglied im Scientific Advisory Board von mycoses, des European Journal of Obstetrics and Gynecology and Reproductive Biology und seit 1996 Rotarier. 2010/11 war er Präsident des Rotary Clubs Berlin Luftbrücke.

## Autor
Mendling verfasste als Autor über 175 wissenschaftliche Publikationen und Buchbeiträge, hielt mehr als 200 Vorträgen und Sitzungsvorsitze, sowie etwa 200 Seminare für gynäkologische Infektionen mit mikroskopischen Übungen.
Er schrieb die Lehrbücher:
- 1987 Die Vaginalkandidose (Springer Heidelberg, übersetzt auch in Englisch, Spanisch und Italienisch)
- 1995 Vaginose, Vaginitis und Zervizitis (Springer Heidelberg)
- 2006 Vaginose, Vaginitis, Zervizitis und Salpingitis, 2., erweiterte Ausgabe mit Bildteil zu Vulvaerkrankungen

## Auszeichnungen
1989 und 1991 erhielt er den Janssen-Preis zur Förderung der mykologischen Forschung in der Gynäkologie und Geburtshilfe und wurde 2007 mit der Johann Lucas Schönlein-Plakette der Deutschsprachigen Mykologischen Gesellschaft geehrt.